# Norra Stavsudda
Norra Stavsudda es una isla en el archipiélago de Estocolmo en el país europeo de Suecia. Se encuentra en el centro del grupo de islas al suroeste de Möja. La isla cuenta con un restaurante, y una estación de servicio marino. Posee además un servicio de transporte por vía marítima.